# Jung Yoo-jin
Jung Yoo-jin (정유진?, Jeong Yu-jinLR, Chŏng Yu-jinMR; 19 febbraio 1989) è un'attrice e modella sudcoreana.

## Filmografia

### Cinema
- 301, 302, regia di Park Chul-soo (1995)
- Beat, regia di Kim Sung-su (1997)
- Like for Likes, regia di Park Hyun-jin (2016)
- Summer Vacation, regia di Whang Cheol-mean (2018)
- Tune in for Love, regia di Jung Ji-woo (2019)

### Televisione
- Pungmun-euro deur-eosso (풍문으로 들었소?) – serie TV (2015)
- Cheo-um-iraseo (처음이라서?) – serie TV (2015)
- Murim hakgyo (무림학교?) – serie TV (2016)
- W (더블유?) – serie TV (2016)
- Something in the Rain (밥 잘 사주는 예쁜 누나?) – serie TV (2018)
- Seoreun-ijiman yeor-ilgob-imnida (서른이지만 열일곱입니다?) – serie TV (2018)
- Drama Stage: Push and Out of Prison – serie TV (2018)
- Romance Is a Bonus Book (로맨스는 별책부록?) – serie TV (2019)
- Catch the Ghost (유령을 잡아라?) – serie TV (2019)
- Snowdrop (설강화?) – serie TV (2021-2022)
- Matrimonio e desideri (블랙의 신부?, Beuraeg-ui sinbuLR) – serie TV (2022)